# USS Washington (BB-47)
O USS Washington foi um couraçado planejado para a Marinha dos Estados Unidos e a terceira embarcação da Classe Colorado, depois do USS Colorado e USS Maryland, e seguido pelo USS West Virginia. Sua construção começou em junho de 1919 nos estaleiros da New York Shipbuilding Corporation e foi lançado ao mar em setembro de 1921. Sua construção foi paralisada em fevereiro de 1922 após a assinatura do Tratado Naval de Washington, quando estava aproximadamente 75 por cento completo. Seu casco foi usado em novembro de 1924 como alvo de tiro para testes de artilharia e outras armas, sendo afundado depois de ser alvejado pelos couraçados USS New York e USS Texas.

## Características

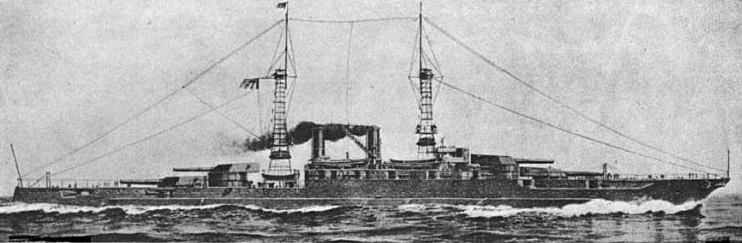
Ilustração da Classe Colorado

Os trabalhos de projeto para a próxima classe de couraçados da Marinha dos Estados Unidos a partir de 1917 foram finalizados em 1916. Esses novos navios eram cópias quase diretas da predecessora Classe Tennessee, com exceção de sua bateria principal, que aumentou de doze canhões de 356 milímetros para oito de 406 milímetros. A Classe Colorado foi a última classe de couraçados norte-americanos finalizados no "tipo padrão".
O Washington teria 190,27 metros de comprimento de fora a fora, boca de 29,72 metros e calado de 9,3 metros. Seu deslocamento como projetado seria de 33 218 toneladas, enquanto seu deslocamento carregado ficaria em 34 130 toneladas. Seu sistema de propulsão consistiria em quatro geradores elétricos que seriam alimentados por dois turbo-geradores produzidos pela General Electric, com o vapor necessário para os turbo-geradores provindo de oito caldeiras Babcock & Wilcox. Esse maquinário poderia levar a embarcação a uma velocidade máxima de 21 nós (39 quilômetros por hora) a partir de uma potência indicada de 29,4 mil cavalos-vapor (21,6 mil quilowatts). Sua autonomia normal seria de oito mil milhas náuticas (quinze mil quilômetros) a dez nós (dezenove quilômetros por hora), porém espaços adicionais de combustível poderiam ser usados em tempos de guerra e ampliariam a autonomia para 21,1 mil milhas náuticas (39,1 mil quilômetros) na mesma velocidade. Sua tripulação seria composta por 64 oficiais e 1 241 marinheiros.
Sua bateria principal consistiria em oito canhões Marco 1 calibre 45 de 406 milímetros montados em quatro torres de artilharia duplas, duas na proa e duas na popa, em ambos os casos com uma torre sobreposta a outra. A bateria secundária teria dezesseis canhões calibre 51 de 127 milímetros montados em casamatas individuais espalhadas a meia-nau na superestrutura. A bateria antiaérea seria composta por oito canhões calibre 50 de 76 milímetros em montagens individuais. Como era costume para navios capitais do período, o couraçado também teria sido armado com dois tubos de torpedo de 533 milímetros abaixo da linha d'água, um em cada lateral. O cinturão de blindagem principal teria entre 203 e 343 milímetros de espessura, enquanto o convés blindado principal teria uma espessura de 89 milímetros. As torres de artilharia seriam protegidas por frente de 457 milímetros de espessura, ficando em cima de barbetas com 330 milímetros de espessura. A torre de comando seria protegida por placas laterais de 406 milímetros.

## História

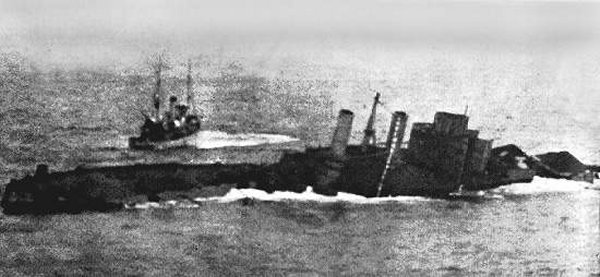
O casco do Washington afundando em 25 de novembro de 1924

O orçamento da Classe Colorado foi aprovado pelo Congresso dos Estados Unidos para o ano fiscal de 1917 e as licitações para as construções dos quatro navios foram abertas em 18 de outubro de 1916. Com o cancelamento da sucessora Classe South Dakota, a Classe Colorado foi a última classe de couraçados construídos pelos Estados Unidos pelas duas décadas seguintes. Também foram os últimos couraçados norte-americanos armados com uma bateria principal de torres de artilharia duplas.
O batimento de quilha do Washington ocorreu em 30 de junho de 1919 na New York Shipbuilding Corporation em Camden, Nova Jérsei. Ele foi lançado ao mar em 1º de setembro de 1921. Todos os trabalhos de construção foram suspensos em 8 de fevereiro de 1922, dois dias depois da assinatura do Tratado Naval de Washington que limitou a construção naval internacional. Nessa época, o Washington estava aproximadamente 75,9 por cento completo, com sua proteção subaquática já instalada.
O Washington foi rebocado para próximo do litoral da Virgínia em novembro de 1924 para ser usado como alvo de tiro em uma série de testes e estudos de artilharia e outras armas. No primeiro dia de testes ele foi atingido por dois torpedos com ogivas de 180 quilogramas e por três bombas de uma tonelada que causaram apenas danos leves e um pequeno adernamento de três graus. Em seguida, 180 quilogramas de trinitrotolueno foram detonadas a bordo, mas a embarcação continuou flutuando. Dois dias depois o navio foi atingido por catorze projéteis de 356 milímetros lançados por aeronaves a uma altitude de 1,2 quilômetros, porém apenas uma penetrou o convés. O Washington foi finalmente afundado em 25 de novembro depois de ser alvejado catorze vezes pelos couraçados USS New York e USS Texas, armados com canhões de 356 milímetros. Os testes concluíram que a blindagem de convés existente nos couraçados norte-americanos era inadequada e que embarcações futuras deveriam ser equipadas com fundos triplos.